# Гротово
Гротово (пол. Grotowo, нім. Hoppendorf) — село в Польщі, у гміні Гурово-Ілавецьке Бартошицького повіту Вармінсько-Мазурського воєводства. Населення — 97 осіб (2011).
У 1975-1998 роках село належало до Ольштинського воєводства.

## Демографія
Демографічна структура станом на 31 березня 2011 року:
|          | Загалом | Допрацездатний вік | Працездатний вік | Постпрацездатний вік |
| -------- | ------- | ------------------ | ---------------- | -------------------- |
| Чоловіки | 55      | 17                 | 32               | 6                    |
| Жінки    | 42      | 7                  | 24               | 11                   |
| Разом    | 97      | 24                 | 56               | 17                   |